# Orșova, Mureș
Orșova este un sat în comuna Gurghiu din județul Mureș, Transilvania, România.

## Date geologice
În subsolul localității se găsește un masiv de sare.
Microrelieful vechilor suprafețe cu exploatări de sare, cu numeroase excavații sau surpări, ocupate azi de bălți, mlaștini sau cu vegetație halofită, prezente în sărăturile de la Orșova, certifică exploatarea antică, la suprafață, a sării în excavații cu diametre cuprinse între 4-15 m, respectiv cu adâncimi de până la 10 m.
În mod tradițional, localnicii folosesc pentru uz casnic saramura concentrată extrasă din câteva fântâni de slatină.

## Personalități
- Paul Dunca (1800-1888), deputat în Dieta Transilvaniei și apoi senator în senatul imperial din Viena

## Așezare
Satul Orsova face parte din comuna Gurghiu si este situat in partea central-nordica a tarii, si in cea nord-estica a judetului Mures, inchis intre Carpatii Orientali, Depresiunea Transilvaniei, Defileul Muresului.
Cadrul geografic este favorabil, acest sat luand fiinta inca din cele mai vechi timpuri.

## Istoric
Prima atestare documentara a satului Orsova o avem din anul 1453 sub numele de Urșua iar in 1750 in colectia Casanki o gasim sub numele de Urșova. Apoi in anul 1854 in colectia Moknoi este trcuta sub numele de Orșova care este de origine latina.
Bătrânii satului susțin că acest nume i-ar fi fost dat datorită urșilor care bântuiau această zonă și de care era aproape imposibil să se apere. Tot bătrânii povestesc că numele de Orșova vine de la Popa Ursu care in timpul Austo-Ungariei a fost preot intr-o mănăstire așezată la marginea pădurii, intr-o poiană numita si astazi Poiana Manastirii si care in fruntea unei cete de tarani băștinași au ținut piept invaziei soldaților generalului Bucov care ii obliga pe țărani să i se supună.

## Lăcașuri de cult
Biserica din Orșova a fost construită în 1893, pe locul în care exista o biserică de lemn strămutată în localitatea Bozed, județul Mureș. Hramul bisericii este „Sfântul Mare Mucenic Dimitrie izvorâtorul de mir”.

## Imagini

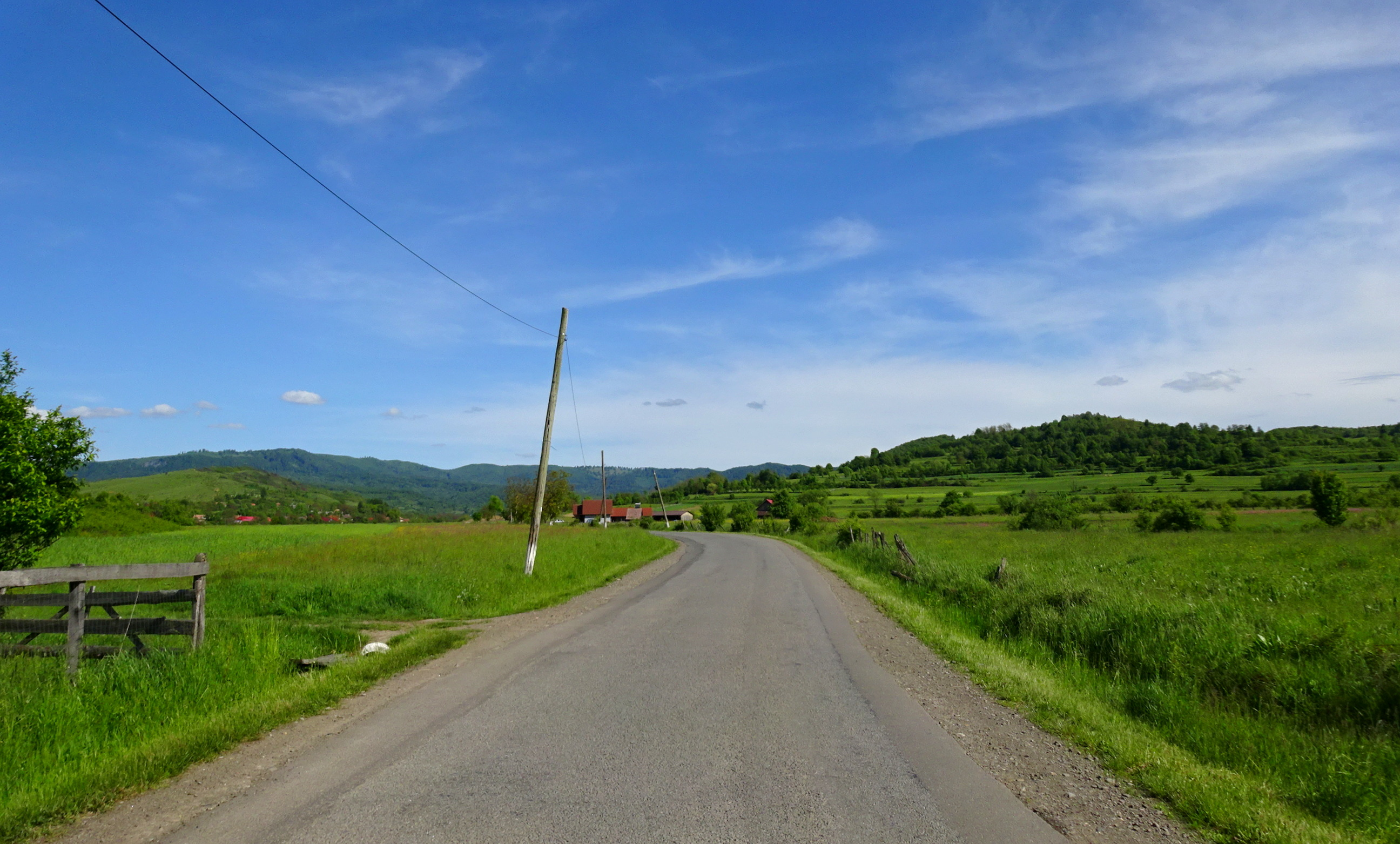
Drumul spre satul Orșova
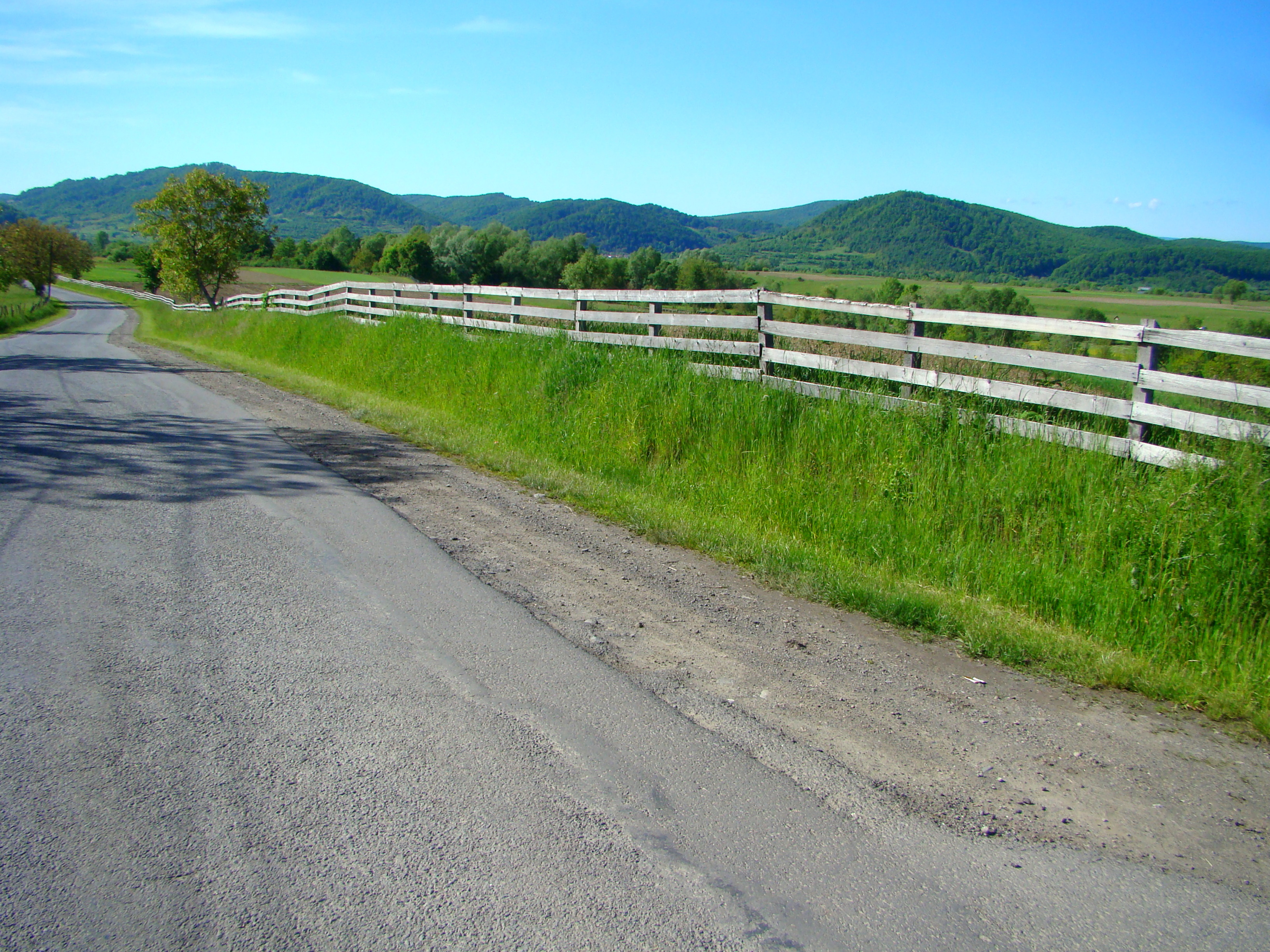
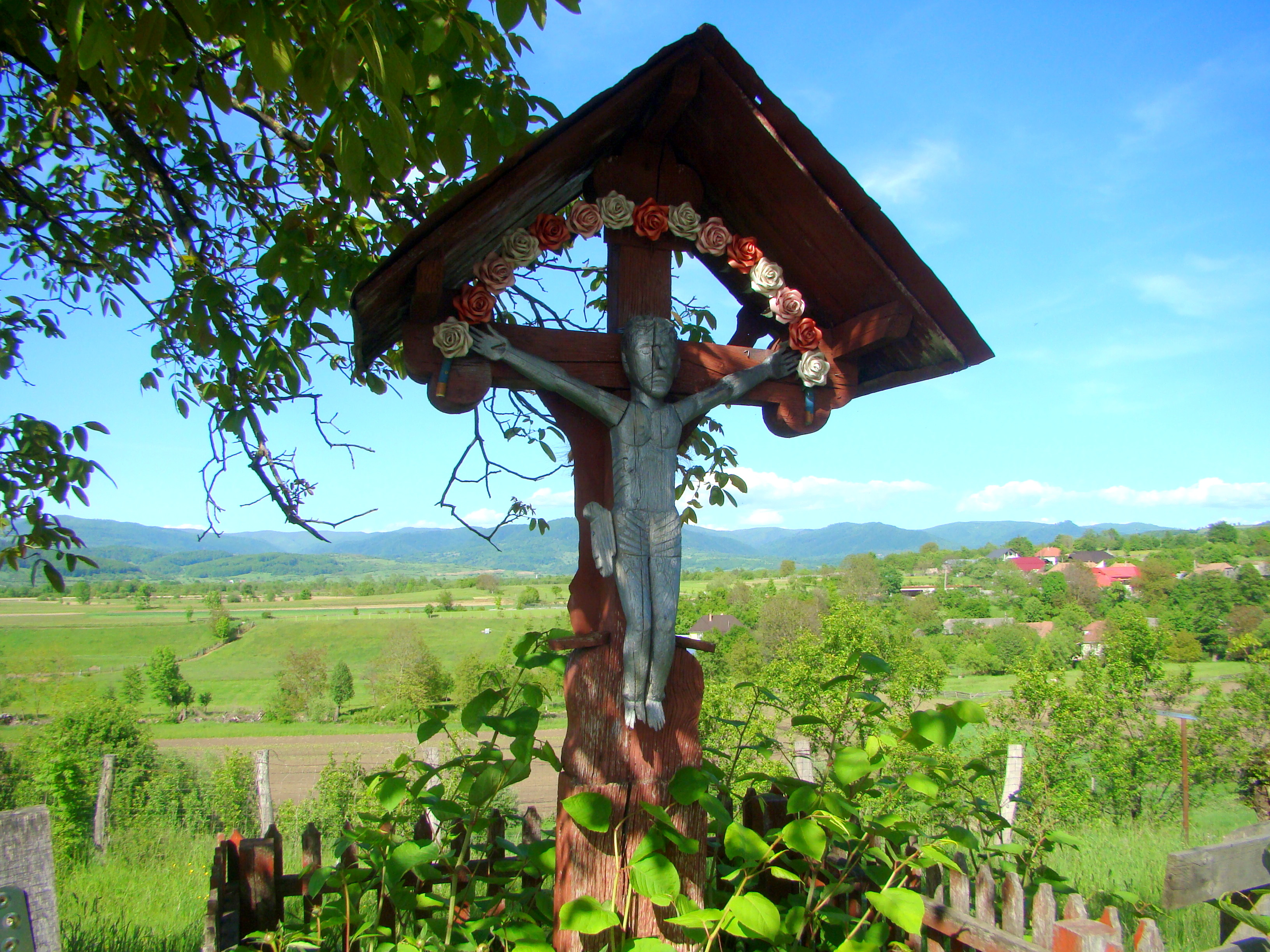
La intrarea în sat se află două troițe cu o vechime de peste 100 de ani
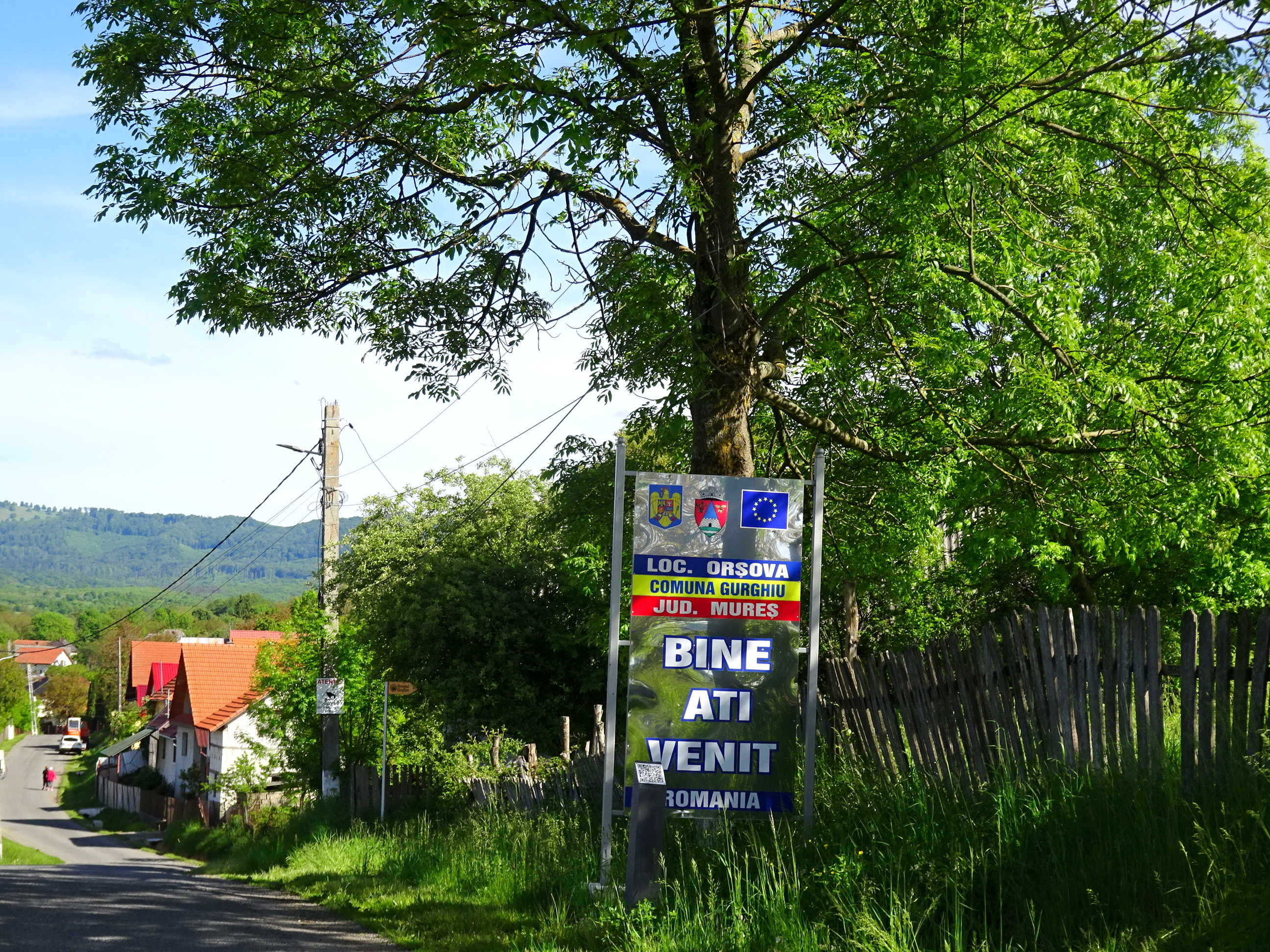
Intrarea în localitate
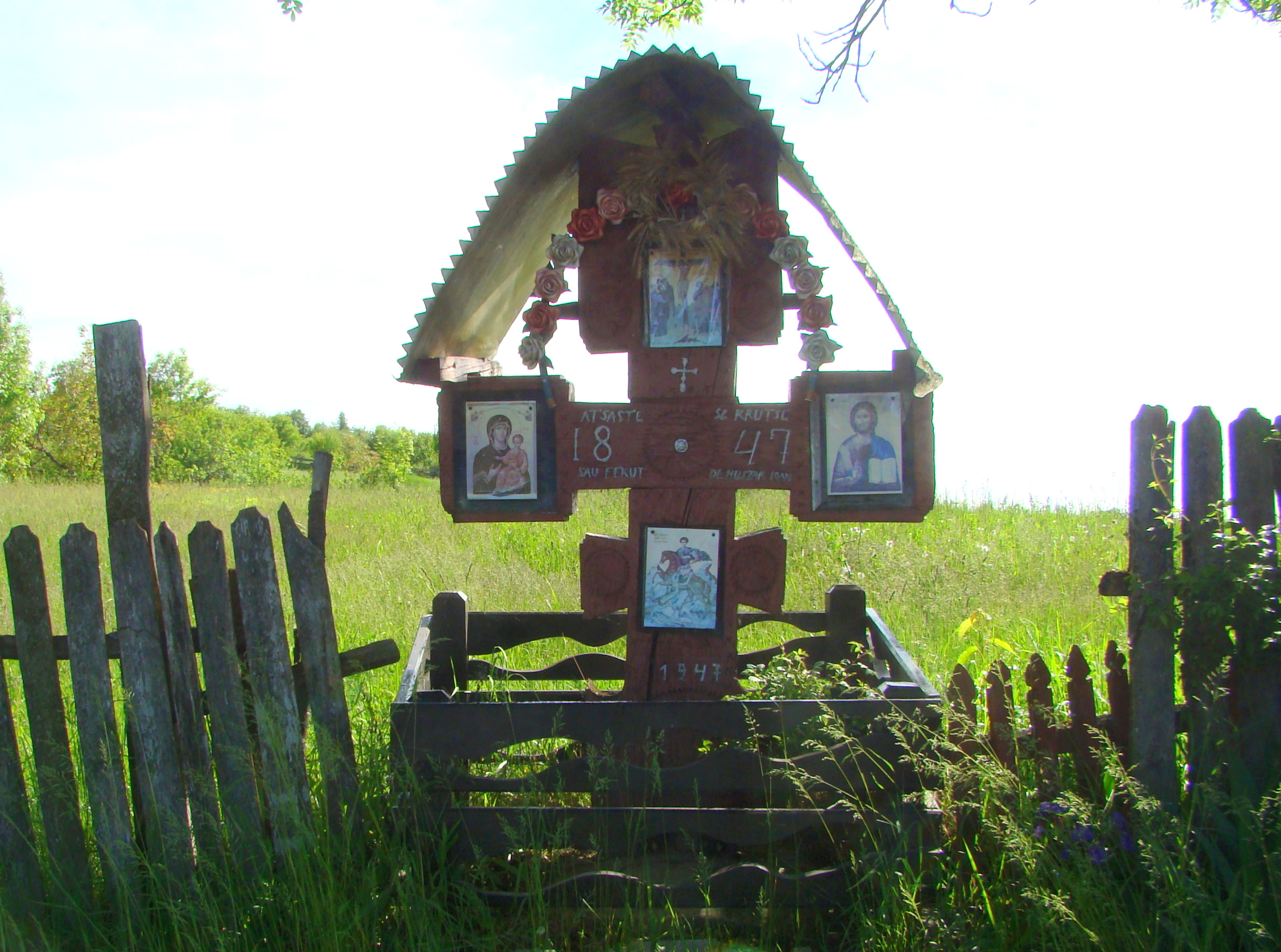
La intrarea în sat se află două troițe cu o vechime de peste 100 de ani
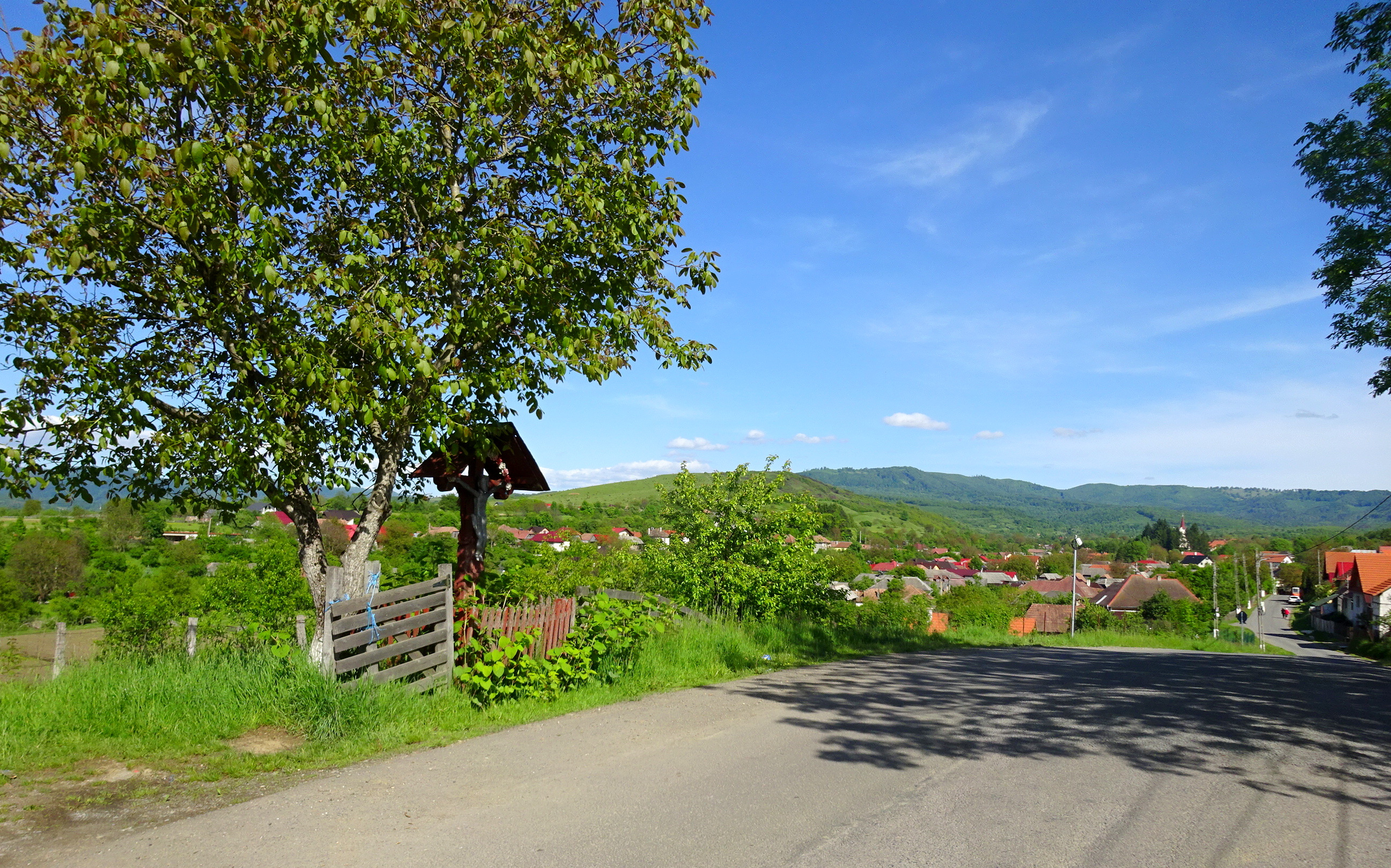
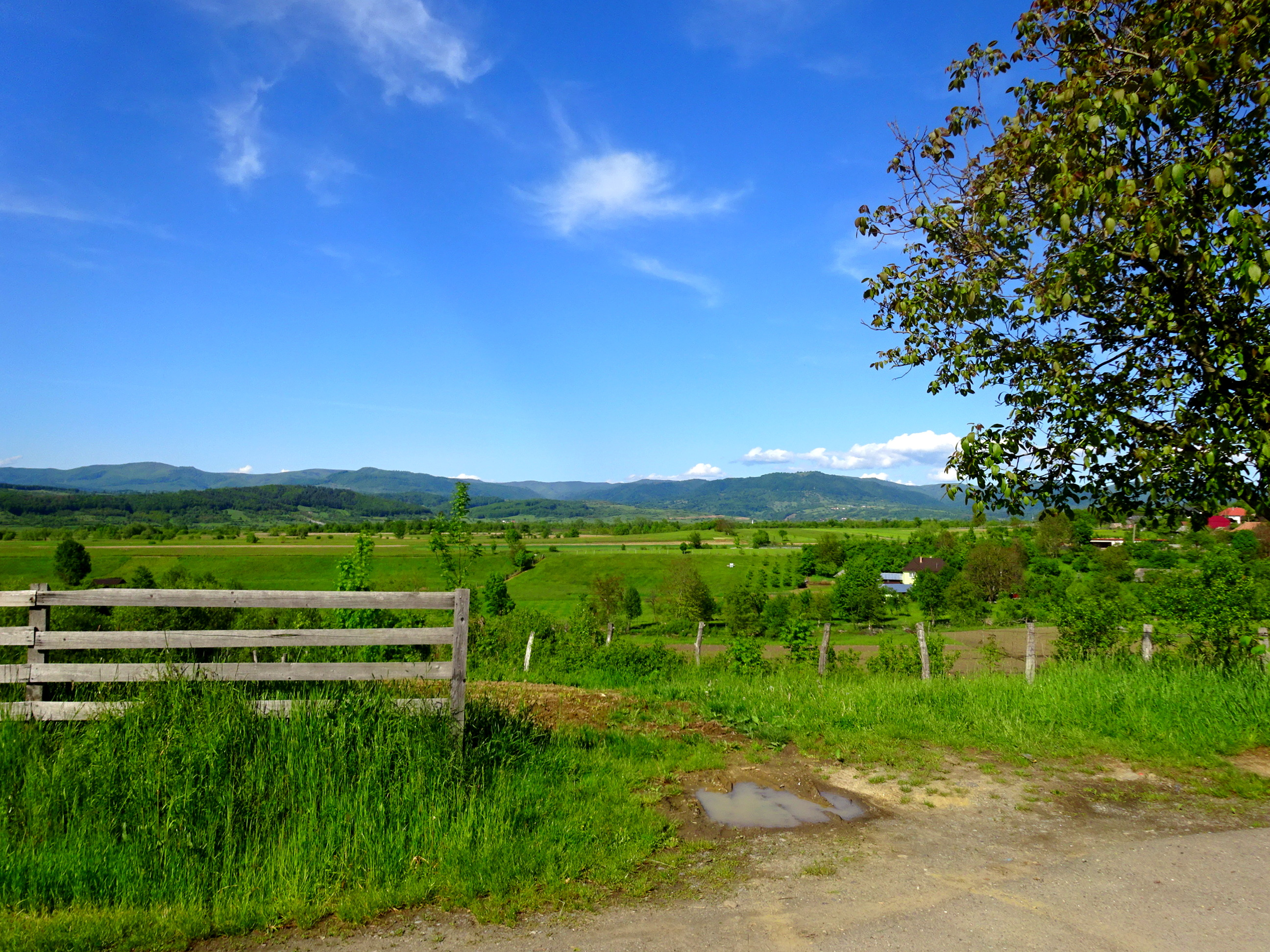
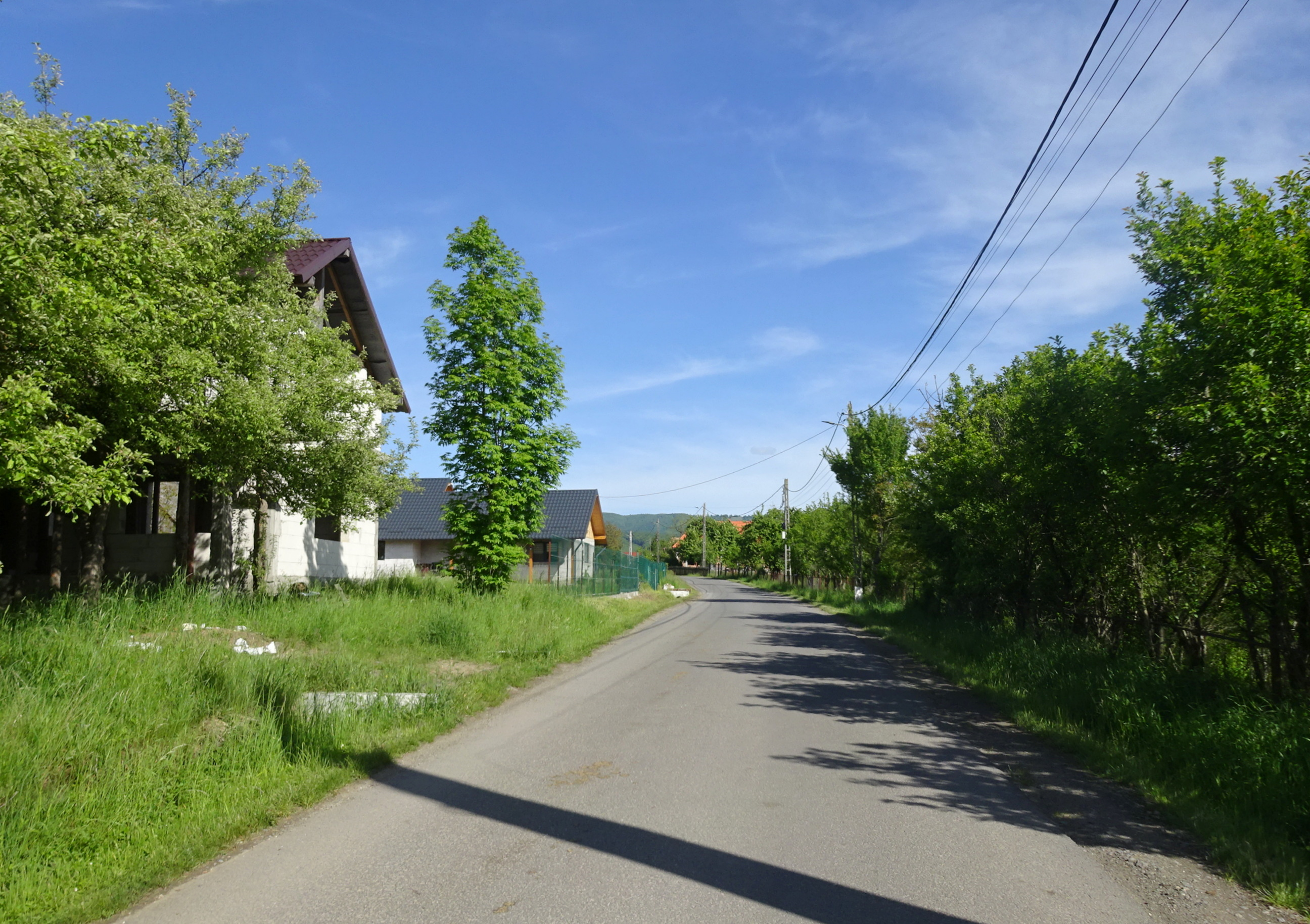
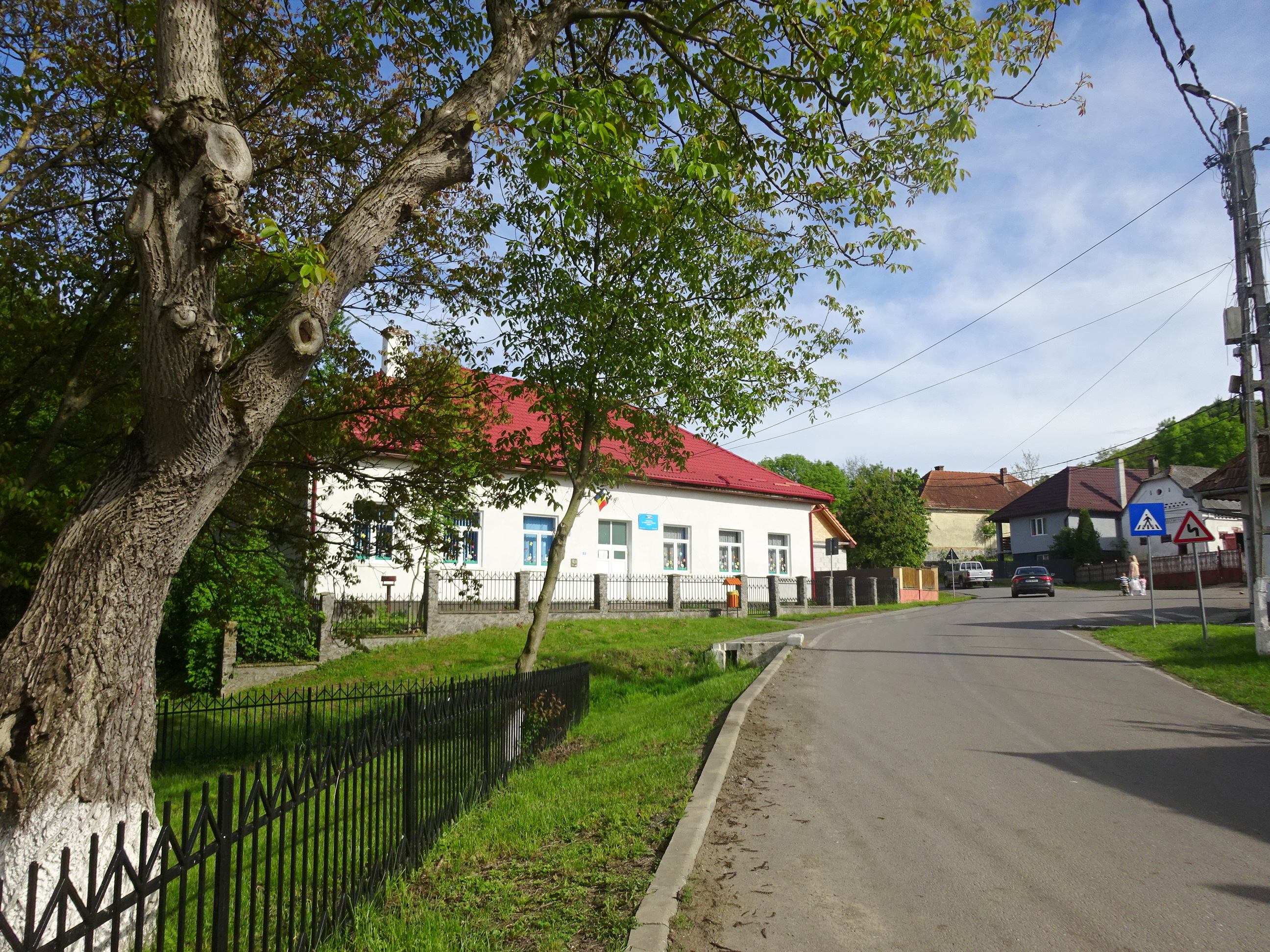
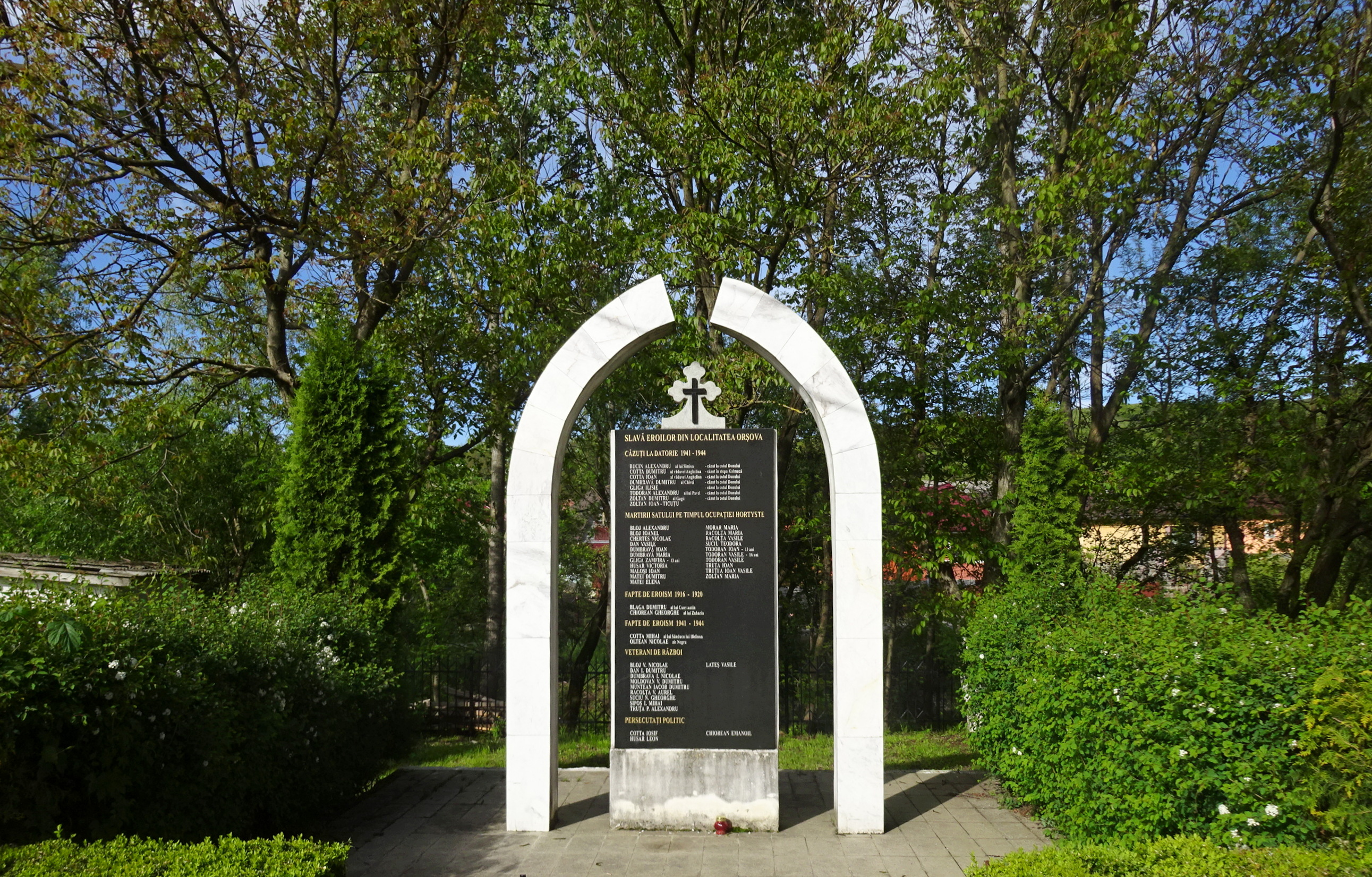
Monumentul eroilor
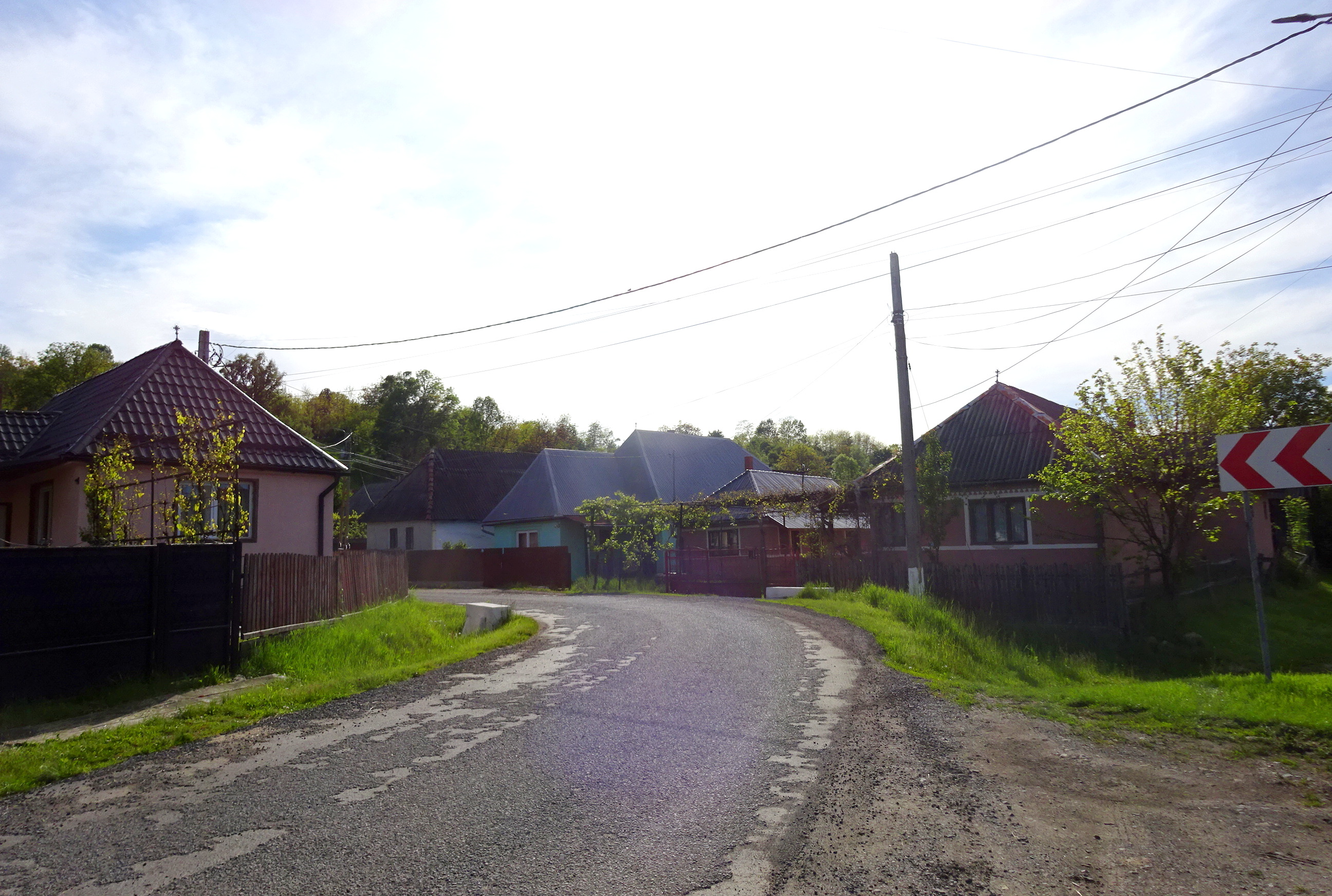
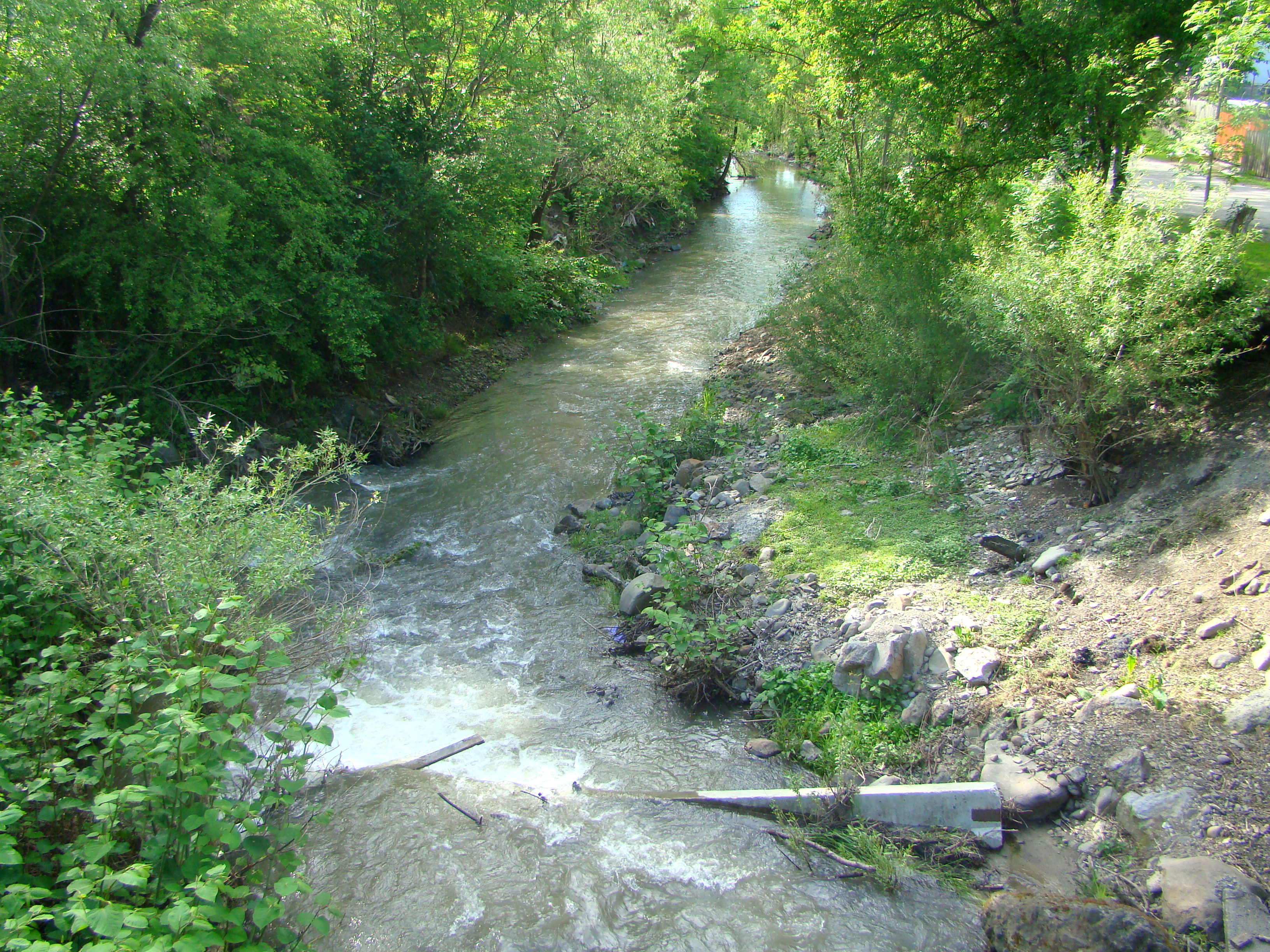
Râul Orșova
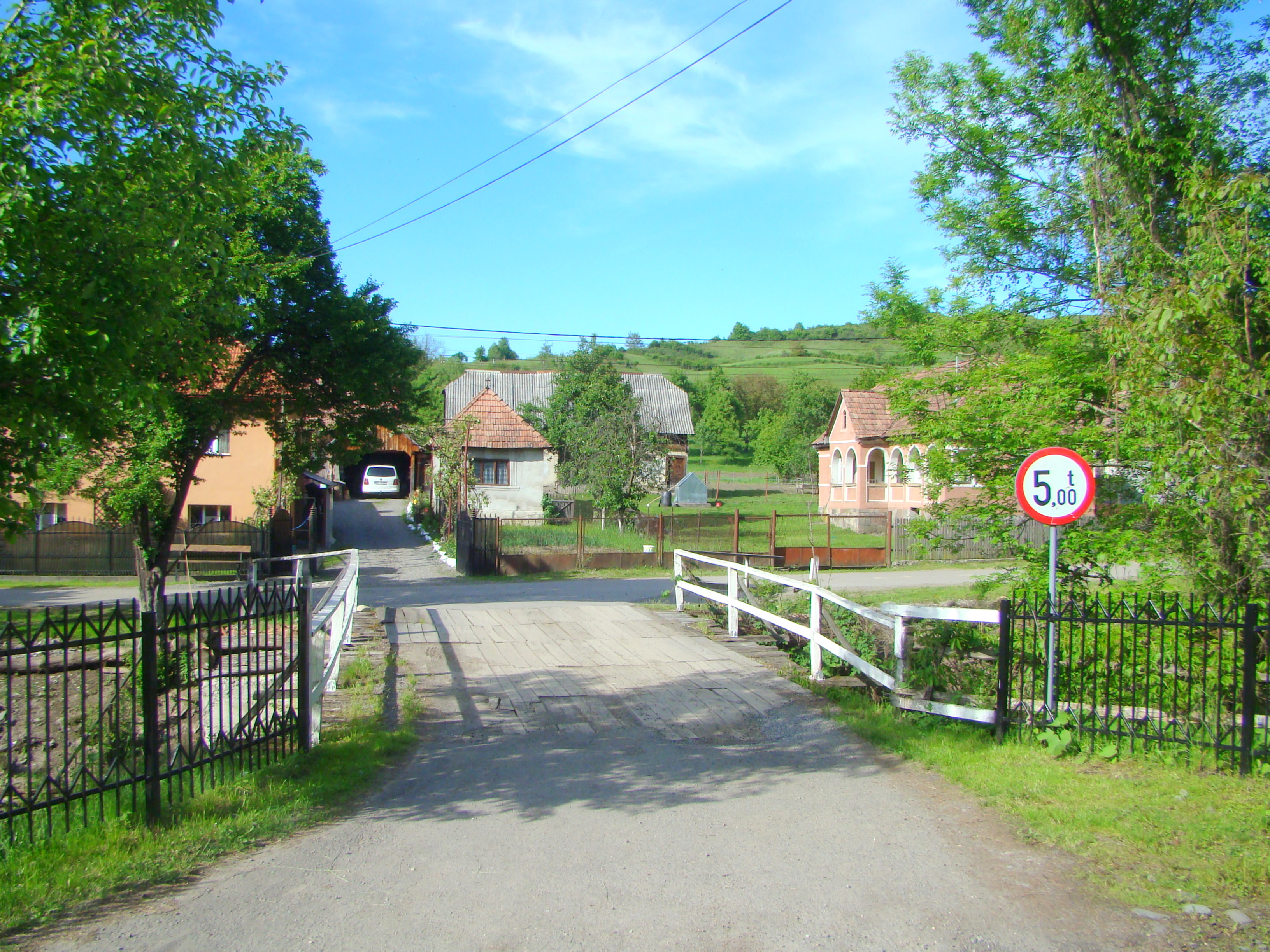
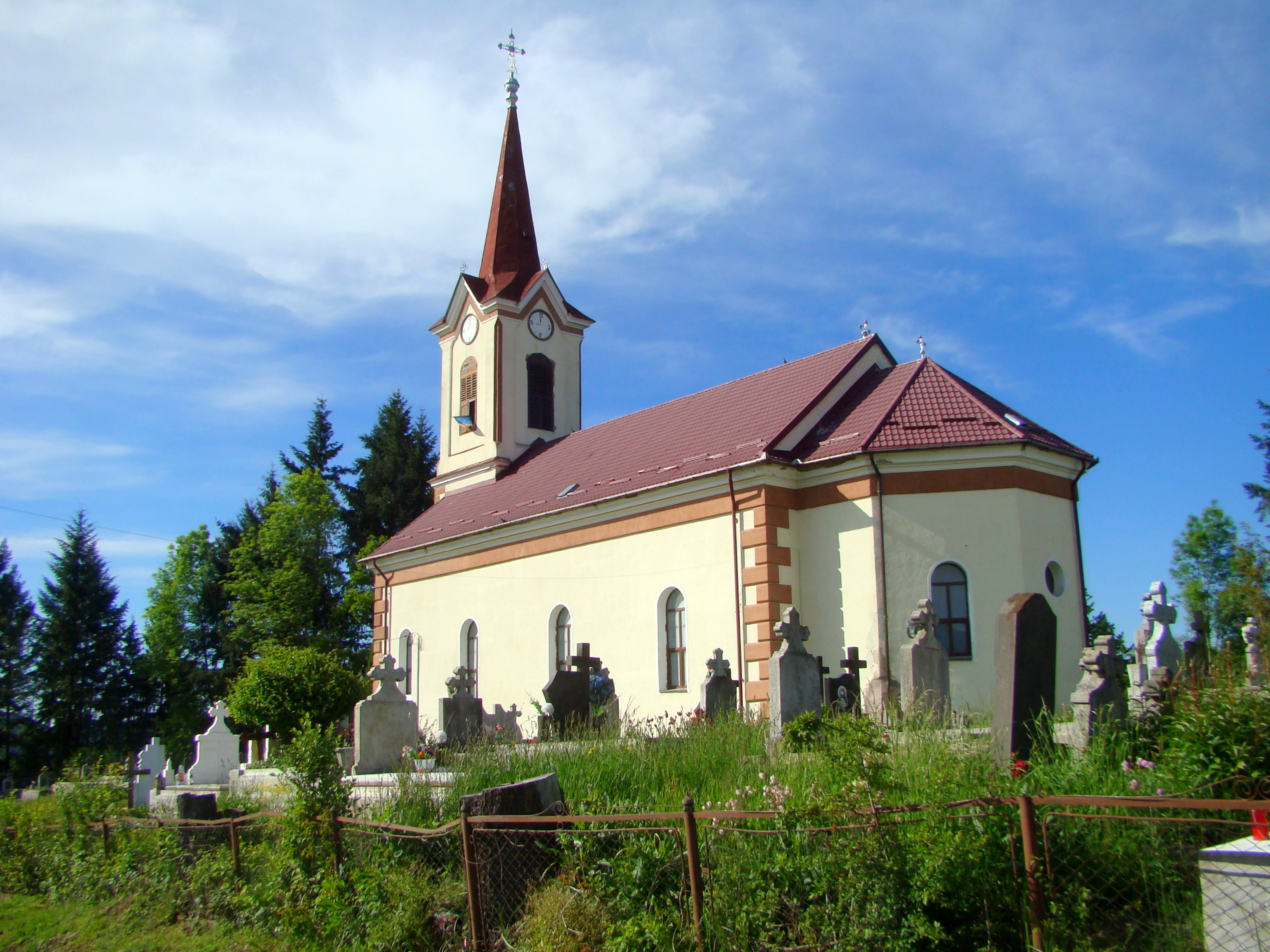
Biserica ortodoxă din Orșova (1893)
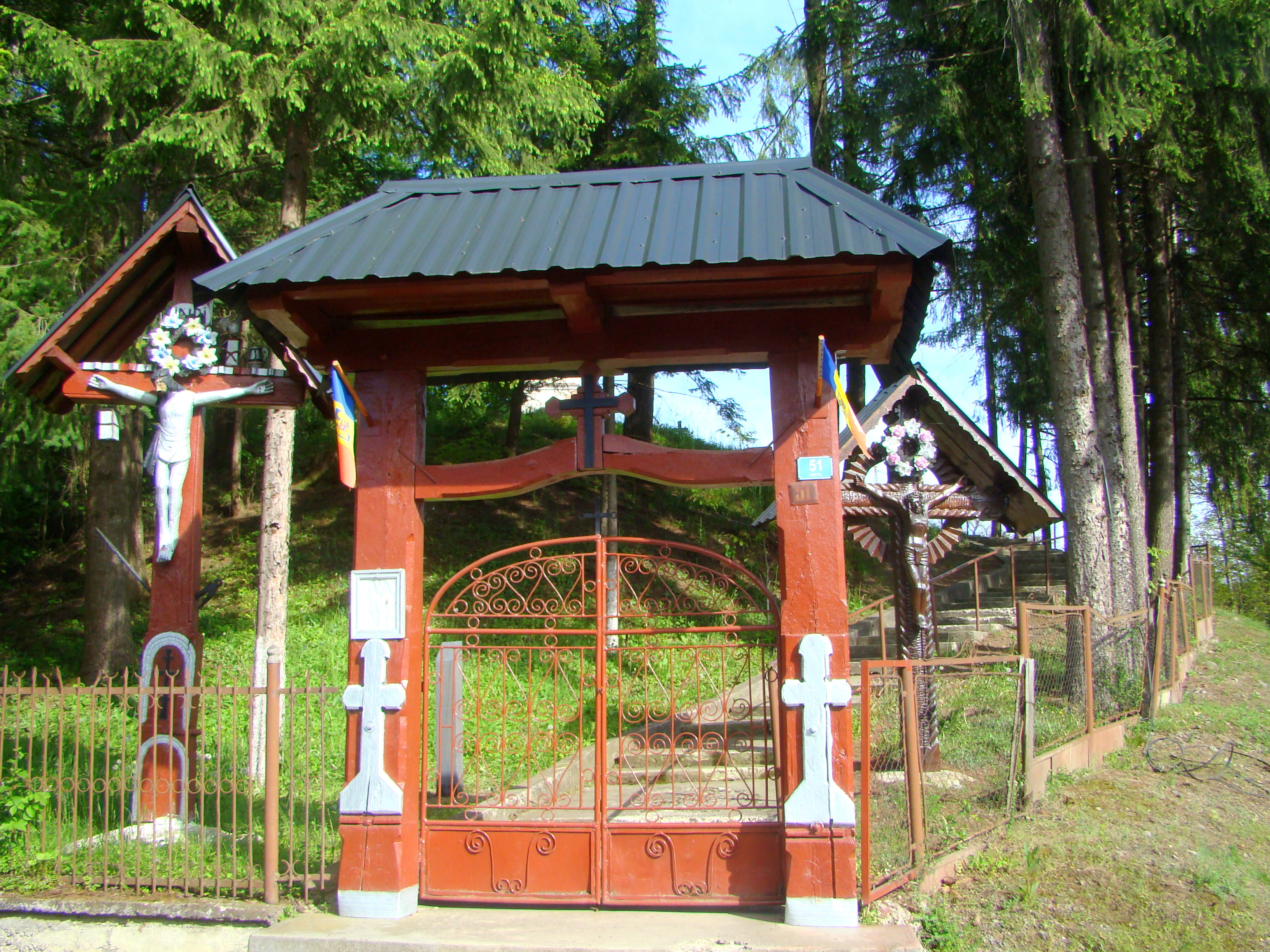
Poarta bisericii
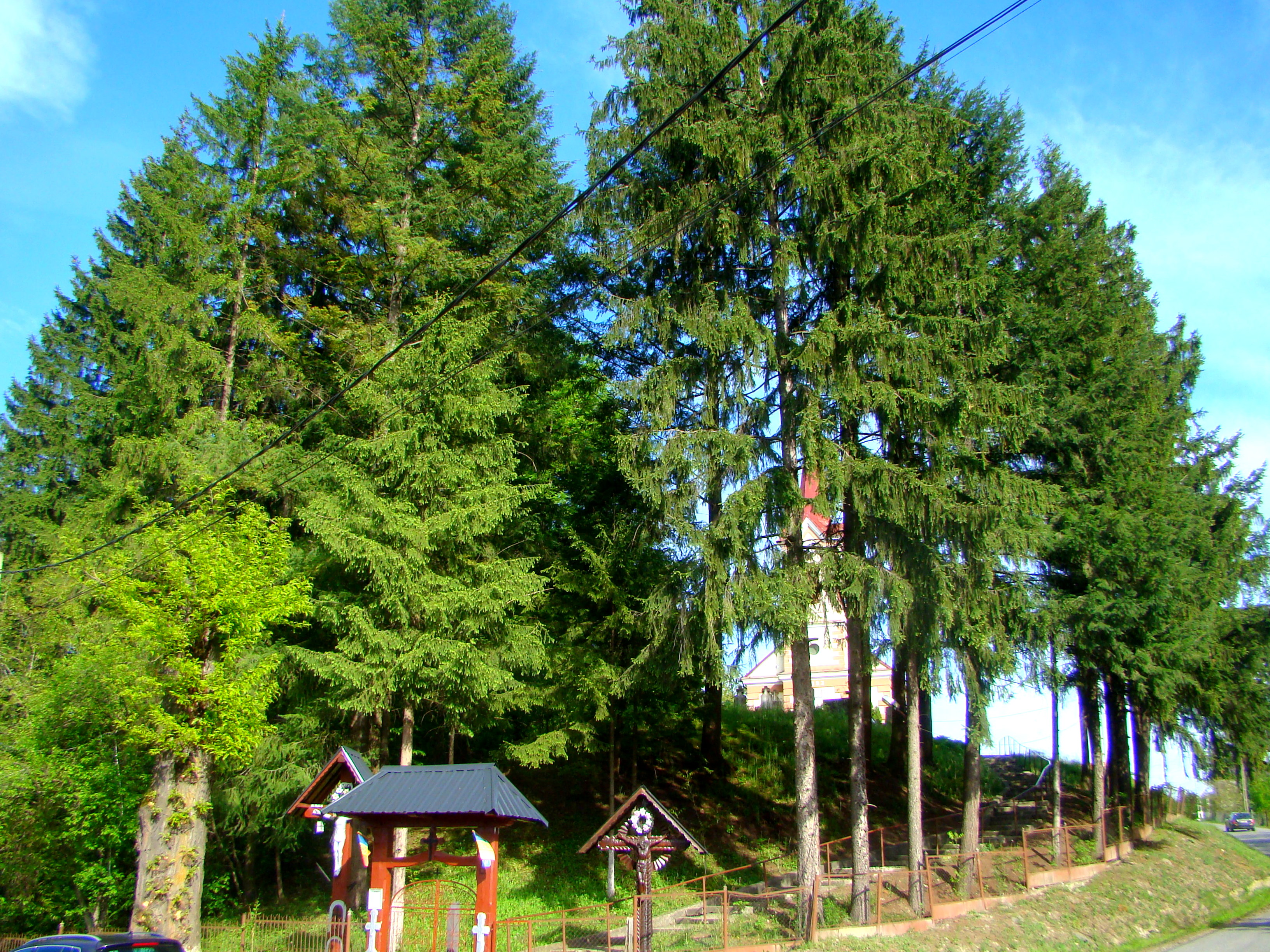
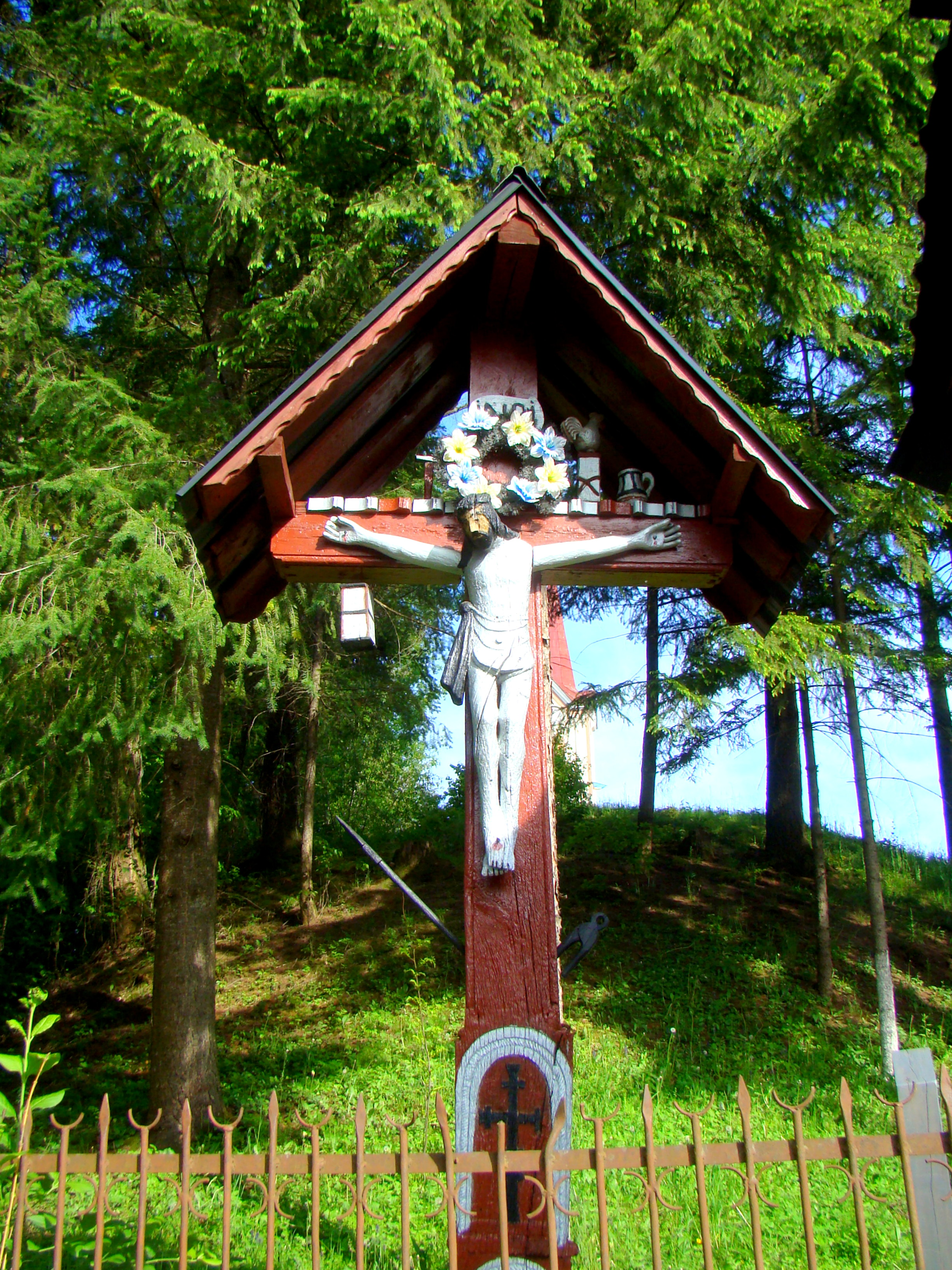
Troița